# الین لانتو
الین لانتو (به انگلیسی: Elin Lanto) (زاده ۲۲ ژوئیهٔ ۱۹۸۴) خواننده سوئدی است.